# Tel (llet)
|  | Per a altres significats, vegeu «Tel». |

El tel de la llet, crespell, cresp o doga és la capa fina que es forma damunt de la superfície de la llet quan s'escalfa. És una capa gruixuda i grassa que es forma quan la llet s'escalfa fins que bull. Es produeix per aglomeració de lactoalbúmina (una proteïna de la llet), que es desnaturalitza per la calor.
Tot i que té un aspecte similar i de vegades es diu "nata" a aquesta crema agra quan flota, són químicament diferents i fins i tot tenen diferents sabors i textures. Cal diferenciar la nata del tel, ja que la primera es refereix a la coagulació de proteïnes, mentre que la segona es refereix a la separació del contingut de greixos de la llet.